# Ordine del primo luglio
L'Ordine del primo luglio (七一勋章S, Qīyī xūnzhāngP) è un'onorificenza d'onore della Repubblica Popolare Cinese conferito dal Segretario generale del Partito Comunista Cinese, dal leader del PCC o dal capo supremo dello Stato. Istituito il 22 luglio 2017, è il quinto riconoscimento più alto della Cina. L'onorificenza è dedicata al 1º luglio 1921, data di fondazione del Partito Comunista Cinese ed è stata assegnata per la prima volta il 29 giugno 2021 in occasione del centenario del PCC.
L'ordine viene assegnato ogni cinque anni a partire dal 2021 ai membri del Partito che hanno dato contributi eccezionali nella storia della Cina, per il socialismo con caratteristiche cinesi e per i progetti del Partito.

## Storia
Il 22 luglio 2017, il PCC e il Comitato operativo per l'encomio nazionale al merito hanno formulato il "Regolamento sul riconoscimento al merito del Partito comunista cinese" e le "Misure per l'assegnazione della medaglia del 1º luglio", documenti approvati e attuati dal Comitato centrale.
Il 27 febbraio 2021, l'Ufficio generale del Partito comunista cinese pubblicò i comunicati "Fare un buon lavoro nella nomina della medaglia del 1º luglio" e "Due priorità nazionali e una prima raccomandazione".
L'assegnazione dell'Ordine del primo luglio serve per elogiare i membri del Partito Comunista di spicco nazionale, i lavoratori del PCC di spicco nazionale e le organizzazioni nazionali. Il 31 maggio 2021, il Dipartimento per l'organizzazione del Partito Comunista Cinese, il Dipartimento per l'organizzazione del Comitato centrale, l'Ufficio del Partito e il Merito dello Stato pubblicarono una lista con le nomine dei candidati per il premio.
La cerimonia di premiazione si è svolta nella mattina del 29 giugno 2021 nella Grande Sala del Popolo a Pechino e trasmessa in diretta televisiva dalla China Central Television. Alla cerimonia, Wang Huning, primo segretario della Segreteria del Partito Comunista Cinese, ha letto la "Decisione del Comitato Centrale del Partito Comunista Cinese sull'assegnazione della medaglia del 1º luglio". Successivamente, il segretario generale del Partito comunista cinese Xi Jinping ha conferito l'ordine a 29 persone durante la cerimonia, tutti membri del Partito non di alto rango politico, militare o economico.

## Premiati
| №  | Ricevente             | Gruppo etnico | Anno di nascita | Iscrizione al PCC | Occupazione | Motivazione | Fonte         |
| -- | --------------------- | ------------- | --------------- | ----------------- | --- | --- | ------------- |
| 1  | Ma Mao                | Han           | 1935            | 1954              | Ex vice direttrice della Hefei Garment and Footwear Industry Company nella provincia di Anhui. | Per l'eroismo durante la campagna dell'attraversamento del fiume Azzurro durante la guerra civile cinese. Nel dopoguerra, è stata attiva nell'educazione alla tradizione rivoluzionaria. | [ 11 ] [ 12 ] |
| 2  | Wang Shumao           | Han           | 1956            | 1996              | Segretario del ramo del PCC del villaggio Tanmen a Qionghai, Hainan. Direttore del Comitato del villaggio, Vice comandante della Compagnia della milizia marittima di Tanmen e rappresentante nel XIII Congresso nazionale del popolo.                                                                                   | Per la partecipazione a una serie di importanti lavori marittimi nazionali, alla costruzione nelle isole Nansha e barriere coralline, per la difesa della sovranità cinese nel Mar Cinese Meridionale. | [ 11 ] [ 12 ] |
| 3  | Wang Zhanshan         | Han           | 1929            | 1948              | Ex vice consulente di divisione del sottodistretto militare di Anyang nella provincia di Henan. Deputato nel IV e V Congresso nazionale del popolo. | Per la partecipazione alla guerra civile cinese, alla guerra di Corea e alla guerra sino-vietnamita. | [ 12 ]        |
| 4  | Wang Lanhua           | Hui           | 1950            | 1995              | Segretaria del ramo del partito e presidente di un'organizzazione di beneficenza nella città di Jinxing a Wuzhong, Ningxia. | Per l'impegno nel servizio alla comunità e nell'avvio di un'organizzazione di beneficenza per affrontare i problemi dei residenti, mediare controversie civili e svolgere attività di assistenza pubblica. | [ 12 ]        |
| 5  | Ai Aiguo              | Han           | 1950            | 1985              | Consulente per la saldatura alla Hunan Valin Xiangtan Iron and Steel Co., Ltd e presidente del comitato di supervisione della Hunan Welding Association. Deputato del VII Congresso nazionale del popolo e del XV Congresso nazionale del Partito Comunista Cinese.                                                      | Per aver aiutato a sviluppare competenze teoriche e operative per la tecnologia della saldatura. | [ 12 ]        |
| 6  | Shi Guangyin          | Han           | 1952            | 1973              | Ex segretario del ramo del partito del villaggio di Shilisha nella contea di Dingbian, provincia dello Shaanxi. Presidente della Shaanxi Shiguangyin Sand Control Group Co., Ltd. Deputato del XIII Congresso nazionale del popolo e del XVIII Congresso nazionale del Partito Comunista Cinese.                         | Per aver contribuito allo sviluppo di tecniche di controllo della sabbia e di imboschimento per la protezione dell'ambiente. | [ 12 ]        |
| 7  | Lu Qiming             | Han           | 1930            | 1945              | Ex vicedirettore del comitato artistico dello Shanghai Film Studio. | Per aver contribuito a coltivare il primo gruppo di compositori sinfonici e per i successi nella composizione di colonne sonore. | [ 12 ]        |
| 8  | Ting Bateer           | Mongolo       | 1955            | 1976              | Ex segretario del ramo del Partito nella città di Hongge'ergaole ad Abag Banner, regione autonoma della Mongolia interna. Delegato al XVII e XVIII Congresso nazionale del PCC. Deputato al X Congresso nazionale del popolo e al XIII Comitato nazionale della Conferenza politica consultiva del popolo cinese (CPCPC) | Per aver contribuito allo sviluppo delle aree pastorali, esplorando nuovi modi per proteggere l'ecosistema, sviluppare l'economia, promuovere la crescita del reddito, la produzione e la vita dei pastori locali. | [ 12 ]        |
| 9  | Liu Guijin            | Han           | 1945            | 1971              | Ex ambasciatore e direttore generale presso il Ministero degli affari esteri. | Per gli eccezionali contributi allo sviluppo delle relazioni Cina-Africa. | [ 12 ]        |
| 10 | Sun Jingkun           | Han           | 1924            | 1949              | Ex capitano della prima squadra di produzione nel villaggio di Shancheng nel distretto di Yuanbao, provincia di Liaoning. | Per la partecipazione alla guerra civile cinese e alla guerra di Corea e per la partecipazione allo sviluppo della sua città natale. | [ 12 ]        |
| 11 | Maimaitijiang Wumaier | Uiguro        | 1952            | 1973              | Ex segretario del ramo del partito del villaggio di Bulikai nella contea di Yining, Regione Autonoma Uigura dello Xinjiang ed ex direttore del comitato del villaggio. Delegato del XVIII Congresso nazionale del Partito Comunista Cinese.                                                                              | Per il lavoro contro l'estremismo religioso, la promozione dell'unità etnica e dell'amicizia, del mandarino come lingua nazionale. | [ 12 ]        |
| 12 | Li Hongta             | Han           | 1949            | 1978              | Ex membro e vicepresidente del Comitato provinciale del CPCPC dell'Anhui. Membro dell'XI e XII Comitato Nazionale CPCPC. | Per aver lavorato 18 anni nel sistema degli affari civili e per l'assistenza fornita agli anziani vedovi, ai bambini con bisogni speciali e agli orfani. | [ 12 ]        |
| 13 | Wu Tianyi             | Tagiko        | 1934            | 1982              | Ex ricercatore di malattie cardiovascolari e cerebrovascolari nella provincia del Qinghai e accademico ospedaliero presso l'Accademia cinese di ingegneria. | Per la ricerca nella lotta contro il mal di montagna e per la ricerca medica nella Regione Autonoma del Tibet. | [ 12 ]        |
| 14 | Xin Yuling            | Han           | 1921            | 1939              | Ex direttore del China-Japan Friendship Hospital e direttore di chirurgia toracica. Deputato del V Congresso nazionale del popolo. | Per le scoperte in vari aspetti della chirurgia toracica e per i contributi eccezionali all'innovazione e allo sviluppo dell'industria sanitaria cinese. Anche per essere stato la prima persona ad eseguire un trapianto di polmone in Cina. | [ 12 ]        |
| 15 | Zhang Guimei          | Manciù        | 1957            | 1998              | Fondatrice e preside della Huaping High School for Girls, la prima e unica scuola superiore pubblica cinese gratuita per ragazze nella provincia dello Yunnan. Segretaria di sezione del Partito e delegata del XVII Congresso Nazionale del PCC.                                                                        | Per aver contribuito a migliorare l'istruzione femminile in Cina e per aver sviluppato un modello di insegnamento caratteristico. | [ 12 ]        |
| 16 | Lu Yuanjiu            | Han           | 1920            | 1982              | Membro dell'Accademia cinese delle scienze e dell'Accademia cinese di ingegneria. Consulente del comitato scientifico e tecnologico della Compagnia cinese di scienza e tecnologia aerospaziali. Deputato del III Congresso nazionale del popolo, del V, VI e VII Comitato Nazionale della CPCPC.                        | Per la scienza e la tecnologia dell'automazione all'avanguardia in Cina, e per gli eccezionali contributi al progetto "Due bombe, un satellite" e allo sviluppo di importanti progetti aerospaziali. | [ 12 ]        |
| 17 | Chen Hongjun          | Han           | 1987            | 2009              | Comandante di battaglione dell'Esercito Popolare di Liberazione. | Per aver ricoperto l'incarico nella difesa del confine all'interno della regione militare dello Xinjiang meridionale, e morto mentre difendeva l'integrità territoriale della Cina durante le schermaglie con l'India del 2020-2021. | [ 12 ]        |
| 18 | Lin Dan               | Han           | 1948            | 1985              | Segretaria del Comitato del Partito della comunità Junmen nel distretto di Gulou, Fuzhou, Fujian. Delegata del XVII e XVIII Congresso nazionale del PCC. | Per essere una rappresentante eccezionale dei lavoratori della comunità e per essere presente nella comunità da oltre 40 anni. | [ 12 ]        |
| 19 | Zhuo Ga               | Tibetana      | 1961            | 1996              | Contadina di Yümai nella contea di Lhünzê, Regione Autonoma del Tibet, e vicepresidente della Federazione delle donne della Regione Autonoma del Tibet. | Per aver contribuito a presidiare migliaia di chilometri quadrati di territorio attraverso il pascolo e il pattugliamento, e aver guidato attivamente le masse all'ascolto del Partito. | [ 12 ]        |
| 20 | Zhou Yongkai          | Han           | 1928            | 1945              | Ex vicesegretario del Comitato del Partito della prefettura di Daxian nello Sichuan. | Per la dedizione a beneficio delle persone nel promuovere lo sviluppo locale, alleviare la povertà, migliorare i mezzi di sussistenza delle persone e l'edilizia ecologica. Anche per il coinvolgimento nell'attività clandestina del Partito nel nord dello Sichuan prima della fondazione della Repubblica Popolare Cinese nel 1949.                   | [ 12 ]        |
| 21 | Chai Yunzhen          | Han           | 1926            | 1949              | Ex vicepresidente dei quadri conteali in pensione dell'Ufficio delle finanze della contea di Yuechi, Sichuan. | Per aver combattuto nella guerra civile cinese e nella guerra di Corea. | [ 12 ]        |
| 22 | Guo Ruixiang          | Han           | 1920            | 1937              | Ex vice commissario politico della divisione dell'esercito di Duyun della provincia di Guizhou. | Per aver combattuto nella guerra civile cinese e nella guerra di Corea. | [ 12 ]        |
| 23 | Huang Dafa            | Han           | 1935            | 1959              | Segretario del ramo del Partito dell'ex villaggio di Caowangba, comune di Pingzheng Gelao, distretto di Bozhou, Zunyi, provincia di Guizhou. | Per aver guidato per 36 anni il villaggio nella realizzazione del "canale della vita", con una lunghezza del canale principale di 7200 m e un canale di derivazione sulle scogliere di 2200 m. | [ 12 ]        |
| 24 | Huang Wengxiu         | Zhuang        | 1989            | 2011              | Ex vice capo della sezione teorica del dipartimento di propaganda del comitato del partito municipale di Baise della Regione Autonoma del Guangxi Zhuang ed ex prima segretaria del ramo del partito del villaggio di Baini, Xinhua, contea di Leye.                                                                     | Una rappresentante eccezionale della nuova era dei giovani membri e quadri del PCC per la sua dedizione all'alleviamento della povertà. | [ 12 ]        |
| 25 | Huang Baomei          | Han           | 1931            | 1952              | Ex vicepresidente del diciassettesimo sindacato dei cotonifici di Shanghai, rappresentante dell'VIII congresso del PCC. | Rappresentante eccellente dei lavoratori tessili della Nuova Cina, testimoni, partecipanti e devoti dello sviluppo nazionale. Ha lavorato diligentemente per tutta la vita per realizzare il sogno di dare bei vestiti alle persone di tutto il Paese, ottenendo risultati straordinari in posti ordinari.                                               | [ 12 ]        |
| 26 | Choi Dosik            | Coreano       | 1934            | 1953              | Ex investigatore per il dipartimento di tecnologia criminale del dipartimento di pubblica sicurezza provinciale di Heilongjiang. | Membro della prima generazione di polizia tecnica criminale della Cina, capo esperto di identificazione delle tracce di arma da fuoco. Per oltre 60 anni di indagini penali, ha ispezionato e identificato più di 7000 tracce e prove e ha partecipato all'ispezione e alla valutazione di tracce difficili in più di 1200 casi importanti senza errori. | [ 12 ]        |
| 27 | Lan Tianye            | Han           | 1927            | 1945              | Ex attore e direttore del Teatro d'arte popolare di Pechino. | Per aver dedicato la sua vita alla causa letteraria e artistica del popolo e per aver partecipato alla guerra civile cinese. | [ 12 ]        |
| 28 | Wei Deyou             | Han           | 1940            | 1983              | Dipendente in pensione della 1ª Compagnia, 161º Reggimento, 9ª Divisione del Corpo di produzione e costruzione dello Xinjiang. | Rappresentante dello spirito del Corpo. Per aver pattugliato il confine del Paese per oltre 50 anni. | [ 12 ]        |
| 29 | Qu Duyi               | Han           | 1921            | 1946              | Ex membro dei quadri del dipartimento editoriale di notizie internazionali dell'Agenzia Nuova Cina (Xinhua). | Per aver partecipato alla guerra civile cinese, per aver trasmesso in russo da Mosca il discorso di Mao sulla proclamazione della Repubblica Popolare Cinese tramite la sede sovietica della Xinhua, e per il suo atteggiamento nobile nel PCC. | [ 12 ]        |